# Tartex

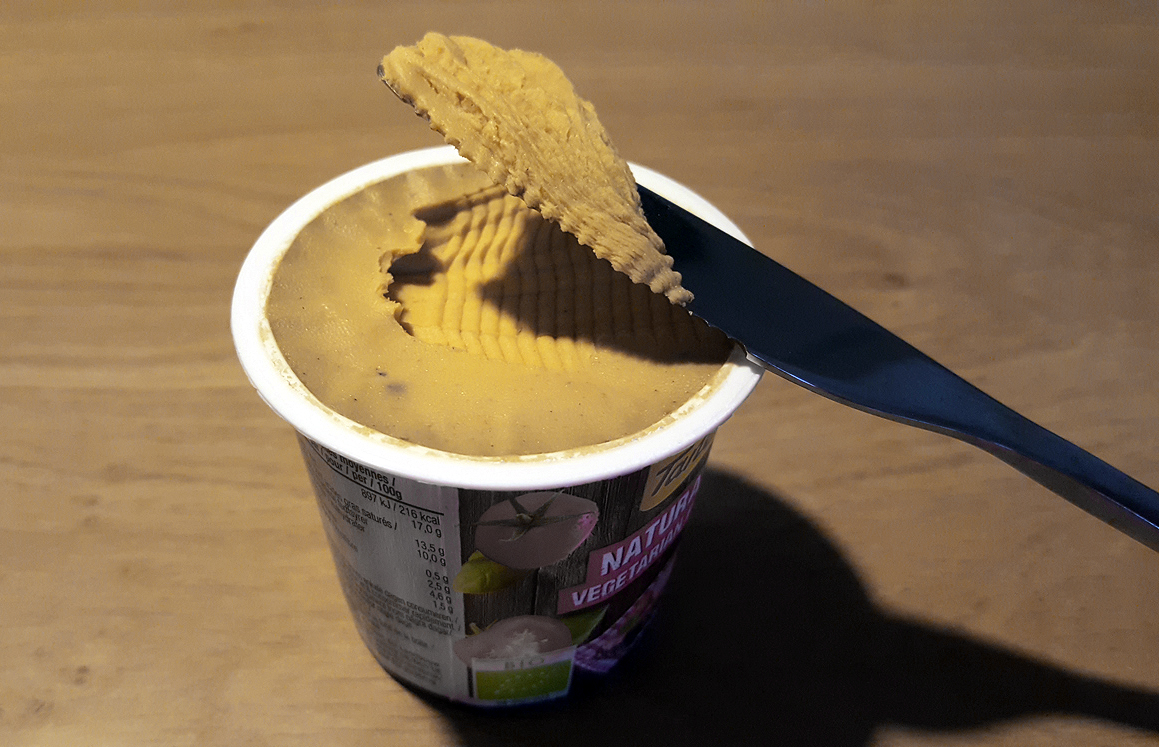
En burk Tartex.

Tartex är ett tyskt livsmedelsvarumärke med en stor mängd vegetabiliska produkter som pålägg, pastejer och färdiga rätter. I Sverige saluförs främst deras vegetabiliska pålägg. Dessa pastejer är baserade på jäst och vegetabiliska oljor. De finns på tub eller burk och marknadsförs som vegetariska alternativ till leverpastej och andra köttbaserade smörgåspålägg.